# Aeroportul Internațional Oakland
Aeroportul Oakland San Francisco Bay (IATA: OAK, ICAO: KOAK, FAA LID: OAK) este un aeroport din Oakland, California, Comitatul Alameda, California, Statele Unite ale Americii ce deservește zona San Francisco Bay Area. Aeroportul a fost tranzitat în 2023 de 11.239.075 de pasageri. A fost deschis în 17 septembrie 1927 și numit după Oakland, California.
Situat la o altitudine de 3 m, aeroportul dispune de 4 piste.

## Infrastructură

### Piste
Aeroportul dispune de 4 piste: 
- pista 10L/28R din asfalt, cu dimensiunile 5.458 picioare × 150 picioare
- pista 10R/28L din asfalt, cu dimensiunile 6.213 picioare × 150 picioare
- pista 12/30 din asfalt, cu dimensiunile 10.520 picioare × 150 picioare
- pista 15/33 din asfalt, cu dimensiunile 3.376 picioare × 75 picioare